# Macrogradungula
Macrogradungula is een geslacht van spinnen uit de familie Gradungulidae. De typesoort van het geslacht is Macrogradungula moonya.

## Soorten
Het geslacht kent de volgende soort:
- Macrogradungula moonya Gray, 1987